# Josef Chvalina
Josef Chvalina (30. dubna 1920, Praha – 19. listopadu 1982, Praha) byl český herec, manžel herečky Ludmily Vostrčilové.

## Život
V roce 1941 vystudoval herectví na Pražské konzrervatoři. Měl velmi charakteristický vzhled i herecký projev, který jej často předurčoval ke ztvárnění postav padouchů, maloměštáků, lidí na okraji společnosti, obyčejných drobných lidiček apod. Uměl hrát ale i postavy charakterní a kladné. Měl velmi charakteristický hlasový projev spojený s velmi dobrou dikcí a výslovností. Svůj hlas dobře uplatnil jakožto recitátor v Československém rozhlase, umělecký přednes také vyučoval na pražské DAMU.
Od roku 1939 až do roku 1982 vytvořil několik desítek filmových i televizních rolí, nejvíce rolí ztvárnil po 2. světové válce, kdy šel z filmu do filmu.

## Divadelní působení
- 1941–1942 Národní divadlo v Brně
- 1942–1943 Horácké divadlo v Třebíči
- 1943–1944 Nezávislé divadlo Alahambra
- 1945–1948 Divadlo 5. května, činohra
- 1948–1949 Realistické divadlo
- 1949–1951 Divadlo státního filmu
- 1951–1964 Divadlo na Vinohradech[1]
- 1964–1965 Divadlo Na zábradlí
- 1967–1968 Divadlo S. K. Neumanna
- 1969–1979 Divadlo Na zábradlí
- 1979–1982 Vinohradské divadlo[1] (zde fakticky hrál až do své smrti)
- Poznámka:1966 až 1969 také hostoval v divadle Semafor

## Divadelní role, výběr
- 1948 Otta Neumann: Dina Müllheimová, role: otec, Realistické divadlo, režie Ota Ornest
- 1951 Ota Šafránek:  Čest poručíka Bakera, americký letec, Divadlo státního filmu, režie Tadeáš Šeřínský
- 1951 Pavel Kohout: Dobrá píseň, Radovan, Divadlo československé armády, režie Otto Haas

## Televize
- 1970 Úsměvy světa (TV cyklus) – role: doktor Ivan Nikolájevič Košelkov (2.díl: A.P.Čechov - 1.povídka: Umělecký výtvor)

### Rozhlas
- 1978 Voltaire: Candide, četli Ladislav Trojan, Gabriela Vránová, Marie Drahokoupilová, Josef Chvalina, Josef Velda, Milan Neděla a Miloš Hlavica, překlad: Radovan Krátký, režie: Vladimír Tomeš